# Amalie Dideriksen
Amalie Dideriksen (født 24. maj 1996 i Kastrup) er en dansk cykelrytter,  der er på kontrakt hos Cofidis. Hun er olympisk sølvvinder fra legene i Tokyo afholdt i 2021. 

## Karriere
Hun vandt linjeløbet for damejuniorer ved VM 2013 og 2014. I 2013 og 2014 vandt hun bronze i scratch ved junior-VM på bane. I 2014, 2015, 2018 og 2019 blev hun dansk mester i linjeløb.
Som førsteårs seniorrytter formåede hun at sikre sig sølv i 2015 i omnium-disciplinen ved bane-EM i Grenchen i Schweiz.
Dideriksen kvalificerede sig til OL i Rio de Janeiro efter en tiendeplads i omnium ved VM i banecykling 2016. I 2016 vandt hun VM-guld i linjeløb. I 2017 vandt hun bronze ved VM i linjeløb i Bergen. Vinderen dette år blev den hollandske Chantal Blaak, mens australieren Katrin Garfoot fik sølv.
I december 2016 vandt hun fire danmarksmestertitler i banecykling, hun vandt i disciplinerne pointløb, 3000 meter individuelt forfølgelsesløb, sprint og scratch.

### Olympiske lege
Ved OL 2016 i Rio de Janeiro stillede Dideriksen op i omnium, hvor hun opnåede 189 point på en femteplads, blot ti point fra tredjepladsen. Hun vandt pointløbsafdelingen af denne disciplin.
Dideriksen deltog sammen med Julie Leth i parløb ved OL 2020 (afholdt i 2021), og parret blev nummer to med 35 point efter briterne Laura Kenny og Katie Archibald med 78 point, mens russerne Gulnas Khatuntseva og Marija Novolodskaya med 26 point blev nummer tre.
Ved samme lege stillede hun også op i omnium, og her blev hun nummer fire med 103 point, fem færre end hollænderen Kirsten Wild på tredjepladsen.

## Meritter

### Landevej
2011
Danske mesterskaber i landevejscykling for juniorer
1.  linjeløb
1.  enkeltstart
2013
1.  i linjeløbet ved VM i landevejscykling
2014
1.  i linjeløbet ved VM i landevejscykling
1.  i linjeløbet ved DM i landevejscykling
2015
1.  i linjeløbet ved DM i landevejscykling
2 samlet Lotto-Belisol Belgium Tour
Vinder af 3. etape
2016
1.  i linjeløbet ved VM i landevejscykling
Boels Ladies Tour
Vinder af 1. og 2. etape (holdtidskørsel)
Vinder af 1. etape ved Energiewacht Tour (holdtidskørsel)
2. i linjeløbet ved DM i landevejscykling
2017
1. Ronde van Drenthe
3.  i linjeløbet ved VM i landevejscykling
2018
1.  i linjeløbet ved DM i landevejscykling
2.  VM i banecykling 2018 - Omnium
3.  VM i banecykling 2018 - Scratch
2019
1.  i linjeløbet ved DM i landevejscykling
2020
1.  på enkeltstarten ved DM i landevejscykling
2021
1.  i linjeløbet ved DM i landevejscykling
2023
1. GP Eco-Struct

## Udmærkelser
- Årets Talent i dansk cykelsport (2013)[9]